# Malone, Texas
Malone là một thị trấn thuộc quận Hill, tiểu bang Texas, Hoa Kỳ. Năm 2010, dân số của thị trấn này là 269 người.

## Dân số
- Dân số năm 2000: 278 người.
- Dân số năm 2010: 269 người.